# District de Betul
Le district de Betul (hindi : बैतूल जिला) est un district de l'état du Madhya Pradesh, en Inde,

## Géographie
Au recensement de 2011, sa population compte 1 575 247 habitants.
Son chef-lieu est la ville de Betul. 